# چنگ جینگی
چنگ جینگی (انگلیسی: Cheng Jingqi؛ زادهٔ ) یک بازیکن تنیس روی میز است.